# Рукоділля
Рукоді́лля — виготовлення декоративно-ужиткових виробів ручним способом, а також предмети, виготовлені у цій техніці.

## Опис
Позначає всі предмети, зроблені власноруч, а також унікальні за своїм виглядом (у єдиному екземплярі). Це може бути в'язаний светр або вітальна листівка, мило з різноманітними запахами, будь-які предмети інтер'єру тощо.
Для деяких це не більше, ніж хобі, для інших – спосіб позбутися стресу і підкреслити свою індивідуальність, а для когось – справжнє мистецтво і професія.
Як правило, народні майстри створювали речі для себе та обмеженого кола односельців. Використовували їх у селянській родині та господарстві. Так робили багато предметів дерев'яного начиння, знаряддя праці, іграшки, тканини, вишивки.
Інше коло речей вироблялося в організованих центрах художнього ремесла, що виникали поблизу природних джерел сировини: гончарні промисли в покладах глини; вироби з металу в місцях розробок різних руд; різьбленням по кістці займалися на півночі, де добували «риб'ячий зуб» – ікло моржа. Селянське мистецтво розвивалося в руслі традицій, обумовлених стійким, розміреним устроєм народного життя, який багато в чому визначив специфічний художній лад народного промислу, особливості його форми й змісту.
Термін включає абсолютно все, що зроблено своїми руками за власними ескізами.